# Hexatoma salakensis
Hexatoma salakensis är en tvåvingeart som först beskrevs av Edwards 1925.  Hexatoma salakensis ingår i släktet Hexatoma och familjen småharkrankar. Inga underarter finns listade i Catalogue of Life.